# 小克米特·羅斯福
小克米特·“基姆”·罗斯福（英語：Kermit ‘Kim’ Roosevelt Jr.，1916年2月16日—2000年6月8日），美国的情报官员，西奥多·罗斯福的孙子，克米特·罗斯福长子。二战时期在战略情报局任职，在1953年8月美國中央情報局推翻伊朗首相穆罕默德·摩萨台中发挥了重要作用。